# Owain Ddantgwyn
Owain Ddantgwyn (fl. V secolo) è stato un sovrano di un'area del Galles settentrionale, forse del Rhôs, nel tardo V secolo.
Per alcuni sarebbe la base storica per Re Artù.
Compare in diverse antiche genealogie gallesi come figlio di Einion Yrth e padre di Cuneglas. Sarebbe anche, secondo il Bonedd y Saint, padre dei santi Einion, Seiriol e Meirion e forse anche di altri. Questo è tutto ciò che si può dire su di lui con un buon margine di certezza, tutto il resto è congettura.

## Identificazione arturiana
Secondo gli storici Graham Phillips e Martin Keatman (King Arthur: The True Story, 1992), sarebbe la base storica per Re Artù. I due suggeriscono che Artù era in realtà un titolo, che sarebbe stato portato proprio da Owain. Lo testimonierebbe, a loro parere, un passaggio del De Excidio Britanniae di Gildas, in cui questo monaco di VI secolo afferma che il figlio di Owain, Cynlas, fu successore "nel forte dell'orso". ‘Orso’ in brittonico è ‘Arth’, e ciò è per Phillips e Keatman la prova che l'Artù era Owain. Affermano anche che Owain avrebbe regnato sul Powys.
Quest'ipotesi fu sviluppata da Mick Baker in Kessler-Web, secondo cui Owain era forse lo zio che fu, stando a Gildas, ucciso da Maelgwn Gwynedd (che andrebbe identificato con Mordred). Egli, inoltre, visse nel Galles settentrionale, dove esistono tre siti chiamati  ‘Camlan’ (e proprio Camlann fu il luogo della battaglia finale tra Artù e Mordred). Inoltre suo padre era chiamato Yrth (che richiamerebbe l'Uther padre di Artù).